# Daniel Timofte
Daniel Timofte (Lonea, 1 oktober 1967) is een voormalige Roemeens profvoetballer, die na zijn actieve carrière aan de slag ging als voetbalcoach. Het grootste deel van zijn binnenlandse voetbalcarrière speelde hij als aanvallende middenvelder bij Dinamo Boekarest, later speelde hij ook in Duitsland en zes jaar lang in Turkije. Hij speelde ook voor het Roemeens voetbalelftal en stond op het veld tijdens 22 wedstrijden, hierin wist hij tot twee keer toe te scoren.
In 1990 was Timofte (toen 22 jaar oud) aanwezig op het WK Voetbal in Italië. In de achtste finale tegen Ierland was het Timofte die na 120 minuten spelen en na negen rake strafschoppen de laatste en beslissende penalty moest nemen en deze miste waardoor het WK voor Roemenië voorbij was. Toen zijn voetbalcarrière in het jaar 2000 ten einde kwam vanwege een knieblessure opende hij in de stad Petroșani (vlak bij zijn geboortedorp) een café met de naam "Penalty".
| Seizoen | Club             | Land      | Divisie       | Wedstrijden | Goals |
| ------- | ---------------- | --------- | ------------- | ----------- | ----- |
| 1986/87 | Jiul Petroșani   | Roemenië  | Divizia A     | 31          | 5     |
| 1987/88 | Jiul Petroșani   | Roemenië  | Divizia B     | ?           | ?     |
| 1988/89 | Jiul Petroșani   | Roemenië  | Divizia B     | ?           | ?     |
| 1989/90 | Dinamo Boekarest | Roemenië  | Divizia A     | 20          | 8     |
| 1990/91 | Dinamo Boekarest | Roemenië  | Divizia A     | 15          | 2     |
| 1990/91 | KFC Uerdingen 05 | Duitsland | 1. Bundesliga | 15          | 0     |
| 1991/92 | KFC Uerdingen 05 | Duitsland | 2. Bundesliga | 13          | 1     |
| 1992/93 | Dinamo Boekarest | Roemenië  | Divizia A     | 26          | 0     |
| 1993/94 | Samsunspor       | Turkije   | Superliga     | 26          | 6     |
| 1994/95 | Samsunspor       | Turkije   | Superliga     | 26          | 2     |
| 1995/96 | Samsunspor       | Turkije   | Superliga     | 20          | 1     |
| 1996/97 | Samsunspor       | Turkije   | Superliga     | 30          | 8     |
| 1997/98 | Samsunspor       | Turkije   | Superliga     | 15          | 0     |
| 1998/99 | Samsunspor       | Turkije   | Superliga     | 15          | 1     |
| 1999/00 | Dinamo Boekarest | Roemenië  | Divizia A     | 6           | 0     |

1 Lung  ·
2 Rednic ·
3 Klein ·
4 Andone ·
5 Rotariu ·
6 Gheorghe Popescu ·
7 Lăcătuș ·
8 Sabău ·
9 Cămătaru ·
10 Hagi ·
11 Lupu ·
12 Stelea ·
13 Adrian Popescu ·
14 Răducioiu ·
15 Mateuț ·
16 Timofte ·
17 Dumitrescu ·
18 Balint ·
19 Săndoi ·
20 Muzsnay ·
21 Lupescu ·
22 Liliac ·
Coach: Jenei